# KORG M01
『KORG M01』（コルグ エム ゼロワン）は、2010年12月3日に発売されたニンテンドーDS専用音楽ツール・ソフト。
前作「KORG DS-10」で共同開発したスタッフである岡宮道生、佐野信義、光田康典が設立した「DETUNE」とコルグの共同開発、発売はDETUNEが担当。販売経路はDS-10と同じく、amazon限定となっている。
2013年にはより発展的に改良した「KORG M01D」がニンテンドー3DSダウンロード専用ソフトとして配信された。

## 概要
コルグから1988年に発売されたポリフォニックシンセサイザーの名機M1をデザイン・モチーフに開発されたソフトで、8トラックのシーケンサー、ミキサー、サウンド・エフェクターを備え、単体でひととおりのDTMが可能である。
また、DS-10と同じく、タッチパネルを活かした同社のKAOSSILATORのようなインターフェースや、ワイヤレス通信によるデータ交換など、ニンテンドーDSならではの機能を備えている。
- オリジナルKORG M1の全PCM波形データを含む342種類の音色を搭載した8パート・マルチティンバー音源（最大同時発音数12音/一曲につき7700音までメモリ可能。M01Dは発音数を24音まで拡張し、メモリ数も2倍以上に増大）
- 同時発音数の関係から、M1のような同時発音による音色作り（COMBINATIONモード）の代価として、あらかじめ組み合わせた音を1つの音色にして流すようにしている。
- 8トラック・ステップ・シーケンサー（1シーンにつき最大64ステップ）
- マスター・リバーブ/ディレイ・エフェクト搭載
- トラック・オーバービュー、サウンド・ブラウザ、シーケンス・エディット、ミキサー、キーボードから成るシンプルかつ機能的な画面構成
- タッチコントロール画面による感覚的なノート/コード/ドラム入力モード
- 10曲まで保存可能。ワイヤレス通信による楽曲データの交換（M01Dではインターネットやすれ違い通信での交換が可能。またSDカードに保存できる。）